# Cladangia exusta
Cladangia exusta is een rifkoralensoort uit de familie van de Rhizangiidae. De wetenschappelijke naam van de soort is voor het eerst geldig gepubliceerd in 1873 door Lütken.